# Río Mandyani
Río Mandyani es un río en el suroeste del país africano de Guinea Ecuatorial específicamente en su parte continental, justo al oeste del río Congue, administrativamente incluido en la provincia de Litoral. Forma parte del estuario del Muni junto con el río Mitong, Río congue, el Río Mitimele, El río Utamboni y el río Mven.